# Peters Island (Antarktika)
Peters Island ist eine kleine, halbmondförmige und bis zu 45 m hohe Insel vor der Ingrid-Christensen-Küste des ostantarktischen Prinzessin-Elisabeth-Lands. Sie gehört zur Gruppe der Rauer-Inseln und liegt 2 km südlich des Browns-Gletschers.
Das Antarctic Names Committee of Australia benannte sie nach dem Geodäten Nigel Peters von der Australian Surveying and Land Information Group, der zwischen 1989 und 1990 Vermessungen in der Rauer-Gruppe vorgenommen hatte.